# Sci alpinismo al Festival olimpico della gioventù europea
Lo Sci alpinismo è stato inserito nel programma del Festival olimpico della gioventù europea nella sedicesima edizione, che si è svolta nel 2023.

## Edizioni
| Giochi | Anno | Sede                  | Gare          |
| ------ | ---- | --------------------- | ------------- |
| XVI    | 2023 | Friuli-Venezia Giulia | 5             |
| XVII   | 2025 | Bakuriani             | Non disputato |

## Discipline
Nella seguente tabella le discipline disputate nelle varie edizioni.
| Edizione | Individuale   | Vertical Race | Sprint        | Staffetta Sprint Mista |
| -------- | ------------- | ------------- | ------------- | ---------------------- |
| 2023     | •             |               | •             | •                      |
| 2025     | Non disputato | Non disputato | Non disputato | Non disputato          |

## Medagliere complessivo
| Posiz. | Nazione   | Oro | Argento | Bronzo | Totale |
| ------ | --------- | --- | ------- | ------ | ------ |
| 1      | Spagna    | 3   | 0       | 0      | 3      |
| 2      | Italia    | 2   | 1       | 3      | 6      |
| 3      | Norvegia  | 0   | 2       | 0      | 2      |
| 4      | Germania  | 0   | 1       | 0      | 1      |
| 4      | Svizzera  | 0   | 1       | 0      | 1      |
| 6      | Austria   | 0   | 0       | 1      | 1      |
| 6      | Rep. Ceca | 0   | 0       | 1      | 1      |
| Totale | Totale    | 5   | 5       | 5      | 15     |